# Puchar UEFA (1997/1998)
Puchar UEFA 1997/1998 (ang. 1997–1998 UEFA Cup) – 27. edycja międzynarodowego klubowego turnieju piłki nożnej Puchar UEFA, zorganizowana przez Unię Europejskich Związków Piłkarskich w terminie 22 lipca 1997 – 6 maja 1998. W rozgrywkach zwyciężyła drużyna Inter Mediolan.

## I runda kwalifikacyjna
| Dynama Mińsk – Kolcheti-1913 Poti 1:0 i 1:2 1 23.07 1997 1:0 Czerniawski 10 2 30.07 1997 1:0 Makowski 18, 1:1 Mikaberidze 40, 1:2 Gaganidze 61 |
| Hapoel Petach Tikwa – Tallinna FC Flora 1:0 i 2:1 1 23.07 1997 1:0 Márton 90 2 30.07 1997 0:1 Oper 17, 1:1 Offri 46, 2:1 Kakun 63 |
| Dnipro Dniepropietrowsk – Jerewan FA 6:1 i 2:0 1 23.07 1997 1:0 Gecko 31, 2:0 Szaran 55, 3:0 Palianica 60, 4:0 Szaran 62, 5:0 Moroz 72, 6:0 Szaran 74, 6:1 Malal 82 2 30.07 1997 1:0 Gecko 42, 2:0 Bietkin 90 |
| Inkaras Kowno – Boby Brno 3:1 i 1:6 1 23.07 1997 0:1 Holomek 5, 1:1 Přibyl 14s, 2:1 Šlekys 63k, 3:1 Rudzionis 75 2 30.07 1997 0:1 Chaloupka 7, 0:2 Valnoha 15, 1:2 Bakus 16, 1:3 Holomek 25, 1:4 Chaloupka 50, 1:5 Valnoha 54, 1:6 Kolomażnik 63 |
| Myllykosken Pallo-47 – Apollon Limassol 1:1 i 0:3 1 23.07 1997 1:0 Enberg 36, 1:1 Tsolakis 86 2 30.07 1997 0:1 Mladenović 54, 0:2 Tsolakis 58, 0:3 Pittas 82 |
| Inter Cardiff – Celtic F.C. 0:3 i 0:5 1 23.07 1997 0:1 Thorn 6k, 0:2 T. Johnson 45, 0:3 Wieghorst 81 (mecz w Cardiff na stadionie Ninian Park) 2 29.07 1997 0:1 Thorn 19k, 0:2 Jackson 42, 0:3 T. Johnson 45, 0:4 Hannah 63, 0:5 Hay 85 |
| Neuchâtel Xamax – Tiligul Tyraspol 7:0 i 3:1 1 23.07 1997 1:0 Isabella 9, 2:0 Kunz 15, 3:0 Isabella 16, 4:0 Sandjak 70, 5:0 Perret 72, 6:0 Rothenbühler 76, 7:0 Gigon 90 2 30.07 1997 1:0 Sandjak 11, 1:1 Lukianchitsov 14, 2:1 Martin 28, 3:1 Jeanneret 80                                                                                                 |
| CS Grevenmacher – Hajduk Split 1:4 i 0:2 1 23.07 1997 0:1 Erceg 9, 0:2 Tudor 23, 0:3 Vulic 31, 1:3 Thill 69, 1:4 Vulic 89 2 29.07 1997 0:1 Bulat 61, 0:2 Erceg 90 |
| Grasshopper Club Zürich – Coleraine F.C. 3:0 i 7:1 1 23.07 1997 1:0 Hakan Yakın 33, 2:0 Young 36s, 3:0 Subiat 80 2 30.07 1997 1:0 Magnin 15, 1:1 O’Dowd 22, 2:1 Esposito 27, 3:1 Ahinful 33, 4:1 Shiels 51s, 5:1 Tikra 63, 6:1 Hakan Yakın 64, 7:1 Aspinall 83s                                                                                             |
| FK Vojvodina – Viking FK 0:2 i 2:0 (dog), karne 4:5 1 23.07 1997 0:1 Skogheirn 52, 0:2 M. Andersen 67 2 30.07 1997 1:0 Vulević 4, 2:0 Vulević 88 |
| Knattspyrnufélag Reykjavíkur – FC Dinamo Bukareszt 2:0 i 2:1 1 23.07 1997 1:0 Danielsson 26, 2:0 Doddersson 51 2 30.07 1997 1:0 Dadason 12, 2:0 Dadason 22, 2:1 Chirita 42 |
| Bohemian F.C. – Ferencvárosi TC0:1 i 0:5 1 23.07 1997 0:1 Zavadszky 30 2 29.07 1997 0:1 Alben 15, 0:2 Jagodics 47, 0:3 Schultz 58, 0:4 Zavadszky 71, 0:5 Jagodics 74 |
| FK Jablonec 97 – Qarabağ Ağdam 5:0 i 3:0 1 23.07 1997 1:0 Holub 7, 2:0 Neumann 11, 3:0 Hrornadko 26, 4:0 Neumann 37, 5:0 Holub 76 2 30.07 1997 1:0 Prochazka 73, 2:0 Holub 86, 3:0 Fukal 88 |
| Birkirkara – Spartak Trnawa 0:1 i 1:3 1 22.07 1997 0:1 Tittel 14 2 30.07 1997 0:1 Timko 29, 0:2 Hadviger 45, 1:2 J. Galea 86, 1:3 Formanko 89 |
| Odra Wodzisław Śląski – Pobeda Prilep 3:0 i 1:2 1 23.07 1997 1:0 Polak 34, 2:0 Paluch 48, 3:0 Nosal 68 2 30.07 1997 1:0 Zagórski 18, 1:1 Rogerio Oliveira 79, 1:2 Rogerio Oliveira 88 |
| Daugava Ryga – Worskła Połtawa 1:3 i 1:2 1 23.07 1997 0:1 Kobzar 51, 0:2 Czuiczenko 57, 0:3 Antiuchin 70, 1:3 Vutsans 72 2 30.07 1997 0:1 Czuiczenko 30, 1:1 Vutsans 49, 1:2 Antyukhin 58 |
| SK Brann – Neftochimik Burgas 2:1 i 2:3 1 23.07 1997 1:0 Mjelde 22, 2:0 Lövvik 28, 2:1 Kisziszew 81 2 30.07 1997 0:1 Trendafilov 10, 0:2 Paruszew 26, 1:2 Hasund 60, 2:2 Hasund 72, 2:3 Kiseliczkow 72 |
| CE Principat – Dundee United 0:8 i 0:9 1 23.07 1997 0:1 Winters 14, 0:2 Winters 31, 0:3 McSwegan 46, 0:4 Zetterlund 48, 0:5 McSwegan 73, 0:6 Winters 75, 0:7 McSwegan 76, 0:8 Winters 77 2 30.07 1997 0:1 McSwegan 8, 0:2 Winters 23, 0:3 McSwegan 24, 0:4 McLaren 37, 0:5 Winters 42, 0:6 Olofsson 55, 0:7 Zetteriund 59, 0:8 McSwegan 65, 0:9 Thompson 88 |
| ND Gorica – Oțelul Gałacz 2:0 i 2:4 1 23.07 1997 1:0 Dernirovic 32, 2:0 Beca 90 2 30.07 1997 0:1 Stefan 20, 0:2 Stefan 27, 0:3 State 63, 0:4 Viorel 75, 1:4 Protega 88, 2:4 Dernirovic 90 |
| Újpest – KÍ Klaksvík 6:0 i 3:2 1 23.07 1997 1:0 Z. Kovács 6, 2:0 Herczeg 9, 3:0 Z. Kovács 12, 4:0 Herczeg 27, 5:0 S. Jenei 38, 6:0 Z. Kovács 87 2 30.07 1997 0:1 Danielsen 14, 1:1 Szanyó 39, 1:2 K. Mörköre 73, 2;2 Sebök 77, 3:2 Sebök 89 |
| 1. FC Köln – Montpellier HSC 2:1 i 0:1 półfinał pucharu Intertoto |
| AJ Auxerre – Torpedo Moskwa 3:0 i 1:4 półfinał pucharu Intertoto |
| Hamburger SV – SC Bastia 0:1 i 1:1 (dog) półfinał pucharu Intertoto |
| Dinamo Moskwa – MSV Duisburg 2:2 i 1:3 półfinał pucharu Intertoto |
| Lokomotiw-NN Niżny Nowogród – Halmstads BK 0:0 i 0:1 półfinał pucharu Intertoto |
| İstanbulspor A.Ş. – Olympique Lyon 2:1 i 0:2 półfinał pucharu Intertoto |
| Wolny los: Trabzonspor, OFI Kreta, PAOK FC, Rapid Wiedeń, Tirol Innsbruck, Ałania Władykaukaz, Rotor Wołgograd, Club Brugge, Excelsior Mouscron, RSC Anderlecht, Vejle BK, Aarhus GF, Malmö FF, Helsingborgs IF, Örebro SK, Lillestrøm SK |

## II runda kwalifikacyjna
| Hajduk Split – Malmö FF 3:2 i 2:0 1 12.08 1997 0:1 Winnola 11, 0:2 Gudrnundsson 60, 1:2 Skoko 78, 2:2 Sedloski 80, 3:2 Sarr 90 2 26.08 1997 1:0 Vucko 45, 2:0 Erceg 90 |
| RSC Anderlecht – Worskła Połtawa 2:0 i 2:0 1 12.08 1997 1:0 Petersen 18, 2:0 Stolca 90 2 26.08 1997 1:0 Zetterberg 31, 2:0 Scifo 42 |
| Neuchâtel Xamax – Viking FK 3:0 i 1:2 1 12.08 1997 1:0 Sandjak 54, 2:0 Fuglestad 58s, 3:0 Sandjak 81 2 26.08 1997 1:0 Kunz 48, 1:1 Skogheim 54, 1:2 Maansson 85 |
| Rotor Wołgograd – Odra Wodzisław Śląski 2:0 i 4:3 1 12.08 1997 1:0 Nidergaus 73, 2:0 Weretennikow 87 2 26.08 1997 1:0 Berkietow 5, 1:1 M. Staniek 35, 1:2 Zagórski 44, 1:3 Brzoza 45, 2:3 Abramow 50, 3:3 Weretennikow 68, 4:3 Weretennikow 72 |
| Trabzonspor – Dundee United 1:0 i 1:1 1 12.08 1997 1:0 Hami 78k 2 26.08 1997 0:1 McLaren 56, 1:1 Hami 81 |
| Rapid Wiedeń – Boby Brno 6:1 i 0:2 1 12.08 1997 1:0 Ipoua 36, 2:0 Stöger 45, 2:1 Dostalek 53, 3:1 Ipoua 62, 4:1 Prosenik 79, 5:1 Stumpf 80, 6:1 Stöger 86 2 26.08 1997 0:1 Pacanda 4, 0:2 Valnoha 45 |
| Tirol Innsbruck – Celtic F.C. 2:1 i 3:6 1 12.08 1997 1:0 Mayrleb 22, 2:0 Mayrleb 29, 2:1 Stubbs 82 2 26.08 1997 0:1 Donnelly 34, 1:1 Mayrleb 39, 2:1 Severeyns 45, 2:2 Thorn 45, 2:3 Donnelly 69, 2:4 Burley 70, 3:4 Krinner 82, 3:5 Wieghorst 85, 3:6 Burley 90 |
| Helsingborgs IF – Ferencvárosi TC0:1 i 1:0 (dog), karne 3:4 1 12.08 1997 0:1 Vincze 41 2 26.08 1997 1:0 Jacobsson 43 |
| Vejle BK – Hapoel Petach Tikwa 0:0 i 0:1 1 12.08 1997 2 26.08 1997 0:1 Scholz 32s |
| Grasshopper Club Zürich – SK Brann 3:0 i 0:2 1 12.08 1997 1:0 Magnin 50, 2:0 Türkyilmaz 65, 3:0 Thüler 83 2 26.08 1997 0:1 Paldan 41, 0:2 Paldan 44 |
| ND Gorica – Club Brugge 3:5 i 0:3 1 12.08 1997 0:1 Claessens 11, 0:2 Staelens 13k, 0:3 Staelens 21, 0:4 Claessens 26, 0:5 Staelens 43k, 1:5 Osterc 62, 2:5 Osterc 64, 3:5 Osterc 83 2 26.08 1997 0:1 J’Bari 4, 0:2 De Brul 84, 0:3 Van der Elst 85 |
| PAOK FC – Spartak Trnawa 5:3 i 1:0 1 12.08 1997 0:1 Uljakyý 22, 0:2 Luhový 24, 0:3 Uljakyý 27, 1:3 Zagorakis 32, 2:3 Maragos 35, 3:3 Maragos 45, 4:3 Frantzeskos 52, 5:3 Olivares 80 2 26.08 1997 1:0 Zagorakis 80 |
| Knattspyrnufélag Reykjavíkur – OFI Kreta 0:0 i 1:3 1 12.08 1997 2 26.08 1997 0:1 Anastasiou 10, 1:1 Björsson 41, 1:2 Mitić 66, 1:3 Papadopoulos 72k |
| FK Jablonec 97 – Örebro SK 1:1 i 0:0 1 12.08 1997 1:0 Hromadko 20, 1:1 Sahlin 67 2 26.08 1997 |
| Apollon Limassol – Excelsior Mouscron 0:0 i 0:3 1 12.08 1997 2 26.08 1997 0:1 Pierre 30, 0:2 Vidovic 55, 0:3 Pierre 66 (mecz w Villeneuve-d’Ascq we Francji) |
| Dynama Mińsk – Lillestrøm SK 0:2 i 0:1 1 12.08 1997 0:1 Mamadou Diallo 43, 0:2 Mamadou Diallo 75k 2 26.08 1997 0:1 Mamadou Diallo 40 |
| Újpest – Aarhus GF 0:0 i 2:3 1 12.08 1997 2 26.08 1997 0:1 Rieper 25, 1:1 Sebök 29, 1:2 Hallum 67, 1:3 Sörensen 70, 2:3 Z. Kovács 76 |
| Ałania Władykaukaz – Dnipro Dniepropietrowsk 2:1 i 4:1 1 12.08 1997 0:1 Paljanica 8, 1:1 Żutautas 18, 2:1 Aszwetia 58 2 26.08 1997 1:0 Gaczokidze 2, 1:1 Szaran 23, 2:1 Kaniszczew 27, 3:1 Janowski 33, 4:1 Kobiaszwili 44 |
| Halmstads BK – SC Bastia 0:1 i 1:1 (dog) finał pucharu Intertoto |
| Montpellier HSC – Olympique Lyon 0:1 i 2:3 finał pucharu Intertoto |
| MSV Duisburg – AJ Auxerre 0:0 i 0:2 finał pucharu Intertoto |
| Wolny los: FC Schalke 04, Inter Mediolan, S.S. Lazio, Udinese Calcio, UC Sampdoria, Deportivo La Coruña, Atlético Madryt, Athletic Bilbao, Real Valladolid, FC Nantes, Girondins Bordeaux, FC Metz, RC Strasbourg, VfL Bochum, Karlsruher SC, TSV 1860 Monachium, FC Twente, AFC Ajax, SBV Vitesse, SL Benfica, SC Braga, Vitória SC, Arsenal F.C., Liverpool F.C., Aston Villa, Leicester City, Fenerbahçe SK |

## I runda
| Deportivo La Coruña – AJ Auxerre 1:2 i 0:0 1 15.09 1997 0:1 Diomede 72, 0:2 Guivarc’h 84, 1:2 Djalminha 87 2 30.09 1997 |
| Austria Salzburg – RSC Anderlecht 4:3 i 2:4 1 15.09 1997 1:0 Klausz 33, 1:1 Jaszczuk 34, 2:1 Glieder 51, 3:1 Klausz 52, 3:2 Goor 59, 4:2 Glieder 64k, 4:3 Stoica 80 2 30.09 1997 1:0 Glieder 5, 2:0 Ivanauskas 30, 2:1 Peiremans 46, 2:2 Jaszczuk 57, 2:3 Dheedene 66, 2:4 Peiremans 67 |
| PAOK FC – Arsenal F.C. 1:0 i 1:1 1 15.09 1997 1:0 Frantzeskos 61 2 30.09 1997 0:1 Bergkamp 22, 1:1 Vrizas 88 |
| Widzew Łódź – Udinese Calcio 1:0 i 0:3 1 15.09 1997 1:0 Bogusz 63 2 30.09 1997 0:1 Bierhoff 2, 0:2 Poggi 7, 0:3 Locatelli 89 |
| Maribor Branik – AFC Ajax 1:1 i 1:9 1 15.09 1997 1:0 Geh 47, 1:1 Litmanen 66 2 30.09 1997 0:1 Sz. Arweładze 1, 0:2 Litmanen 21, 0:3 Sz. Arweładze 26, 0:4 Richard Witschge 37, 0:5 Babangida 40, 0:6 F. de Boer 63, 0:7 McCarthy 79, 1:7 Ljubrobratovic 83, 1:8 Oliseh 85, 1:9 McCarthy 87 |
| Olympique Lyon – Brøndby IF 4:1 i 3:2 1 15.09 1997 1:0 Kanoute 20, 1:1 Daugaard 34k, 2:1 Linares 50, 3:1 Carteron 63, 4:1 Giuly 75 2 30.09 1997 0:1 Sand 5, 0:2 Daugaard 10k, 1:2 Giuly 15k, 2:2 Job 80, 3:2 Bardon 88 |
| MPKC Mozyrz – Dinamo Tbilisi 1:1 i 0:1 1 15.09 1997 0:1 Mudżiri 42, 1:1 Kusznir 50 2 30.09 1997 0:1 Aleksidze 73 |
| Real Valladolid – Skonto FC 2:0 i 0:1 1 15.09 1997 1:0 Juan Carlos I 30k, 2:0 Edu 55 2 30.09 1997 0:1 Micholap 6 |
| Vitória SC – S.S. Lazio 0:4 i 1:2 1 15.09 1997 0:1 Casiraghi 48, 0:2 Fuser 62, 0:3 Nedved 69, 0:4 Nesta 79 2 30.09 1997 1:0 Paas 1, 1:1 Signori 40, 1:2 Nedved 73 |
| RC Strasbourg – Rangers 2:1 i 2:1 1 15.09 1997 1:0 Baticle 45k, 1:1 Albertz 49k, 2:1 Baticle 61k 2 30.09 1997 0:1 Gattuso 11, 1:1 Baticle 35, 2:1 Zitelli 49 |
| MTK Budapeszt – Ałania Władykaukaz 3:0 i 1:1 1 15.09 1997 1:0 Ules 55, 2:0 Preisinger 71, 3:0 Lörincz 88 2 30.09 1997 0:1 Moroz 17, 1:1 Haimai 85 |
| FC Schalke 04 – Hajduk Split 2:0 i 3:2 1 15.09 1997 1:0 Goosens 7, 2:0 Goosens 23 2 30.09 1997 0:1 Vulic 20, 1:1 Wilmots 21, 1:2 Računica 34, 2:2 Eijkelkamp 68, 3:2 Eijkelkamp 73 |
| SC Bastia – SL Benfica 1:0 i 0:0 1 15.09 1997 1:0 Andre 80 2 30.09 1997 |
| FC Sion – Spartak Moskwa 0:1 i 1:5 1 15.09 1997 0:1 Keczinow 73 2 30.09 1997 1:0 Lota 4, 1:1 Szirko 19, 1:2 Alejniczew 54, 2:2 Lota 73 3 15.10 1997 0:1 Buznikin 6, 0:2 Titow 34, 0:3 Keczinow 41, 0:4 Tichonow 60, 1:4 Camadini 65, 1:5 Romaszczenko 83 drugi mecz rozegrany 30 września i zakończony wynikiem 2:2 musiał zostać powtórzony 15 października, gdyż bramki były 8 cm niższe od wysokości przepisowej |
| OFI Kreta – Ferencvárosi TC3:0 i 1:2 1 15.09 1997 1:0 Papadopoulos 21, 2:0 Gounekakis 57, 3:0 Nioplias 86 2 30.09 1997 1:0 Nioplias 14, 1:1 Niczenko 70, 1:2 Horváth 85k |
| UC Sampdoria – Athletic Bilbao 1:2 i 0:2 1 15.09 1997 0:1 Rios 19, 0:2 Javi Gonzalez 62, 1:2 Boghossian 74 2 30.09 1997 0:1 Lairazabal 39k, 0:2 Ziganda 47 |
| Girondins Bordeaux – Aston Villa 0:0 i 0:1 (dog) 1 15.09 1997 2 30.09 1997 0:1 Milošević 111 |
| Steaua Bukareszt – Fenerbahçe SK 0:0 i 2:1 1 15.09 1997 2 30.09 1997 1:0 Militaru 10, 2:0 Ciocoiu 44, 2:1 Bolić 63 |
| Rotor Wołgograd – Örebro SK 2:0 i 4:1 1 15.09 1997 1:0 Burtaczenko 45, 2:0 Weretwennikow 55 2 30.09 1997 1:0 Nidergaus 25, 2:0 Zemow 40, 3:0 Nidergaus 67, 4:0 Weretwennikow 72, 4:1 Karlsson 84 |
| Jazz Pori – TSV 1860 Monachium 0:1 i 1:6 1 15.09 1997 0:1 Ayew-Pele 90 2 30.09 1997 0:1 Winkler 34, 0:2 Gemy 45, 0:3 Böhme 50, 0:4 P. Nowak 52, 0:5 M. Hamann 68, 0:6 Winkler 71, 1:6 Alvaro Méndez 83 |
| Trabzonspor – VfL Bochum 2:1 i 3:5 1 15.09 1997 0:1 Bałuszyński 2k, 1:1 Hami 23, 2:1 Cetin 44 2 30.09 1997 0:1 Stickroth 22, 1:1 Misse-Misse 30, 1:2 Juran 44, 1:3 Juran 51, 1:4 Dickhaut 60, 1:5 Peschel 68, 2:5 Ogün 73, 3:5 Osman 78 |
| Croatia Zagrzeb – Grasshopper Club Zürich 4:4 i 5:0 1 15.09 1997 0:1 Moldovan 20, 1:1 Šarić 23, 2:1 Viduka 41, 3:1 Prosinečki 58k, 3:2 Mladinić 62s, 3:3 Türkyilmaz 65, 4:3 Cvitanovic 78, 4:4 Moldovan 79 2 30.09 1997 1:0 Cvitanovic 25, 2:0 Cvitanovic 32, 3:0 Prosinečki 86k, 4:0 Prosinečki 90, 5:0 Cvitanovic 90                                                                                              |
| SBV Vitesse – SC Braga 2:1 i 0:2 1 15.09 1997 1:0 Curovic 33, 2:0 Trustfull 85k, 2:1 Karoglan 90k 2 30.09 1997 0:1 Artur Jorge 14k, 0:2 Artur Jorge 26k |
| Rapid Wiedeń – Hapoel Petach Tikwa 1:0 i 1:1 1 15.09 1997 1:0 O. Freund 37 2 30.09 1997 0:1 Kakun 30k, 1:1 Penksa 73 |
| Inter Mediolan – Neuchâtel Xamax 2:0 i 2:0 1 15.09 1997 1:0 Ronaldo 59, 2:0 Zé Elias 71 2 30.09 1997 1:0 Moriero 26, 2:0 Ganz 69 |
| Celtic F.C. – Liverpool F.C. 2:2 i 0:0 1 15.09 1997 0:1 Owen 6, 1:1 McNamara 53, 2:1 Donnelly 74k, 2:2 McManaman 89 2 30.09 1997 |
| Excelsior Mouscron – FC Metz 0:2 i 1:4 1 15.09 1997 0:1 Meyrieu 19, 0:2 Rodríguez 22 2 30.09 1997 0:1 Rodríguez 4, 1:1 van Durme 10, 1:2 Rodríguez 25, 1:3 Kastendeuch 39, 1:4 Caillot 90 |
| FC Twente – Lillestrøm SK 0:1 i 2:1 1 15.09 1997 0:1 Mamadou Diallo 25k 2 30.09 1997 1:0 Vennegoor 56, 1:1 Mamadou Diallo 89k, 2:1 van Halst 90k |
| Beitar Jerozolima – Club Brugge 2:1 i 0:3 1 15.09 1997 1:0 Pisont 47, 2:0 Sallói 50, 2:1 J’Bari 57 2 30.09 1997 0:1 J’Bari 66, 0:2 Fadiga 70, 0:3 Verheyen 81 |
| Atlético Madryt – Leicester City 2:1 i 2:0 1 15.09 1997 0:1 Marschall 11, 1:1 Juninho 69, 2:1 Vieri 71k 2 30.09 1997 1:0 Juninho 72, 2:0 Kiko 88 |
| Aarhus GF – FC Nantes 2:2 i 1:0 1 15.09 1997 0:1 Gourvennec 12, 1:1 Piechnik 19, 1:2 N’Diaye 24, 2:2 Hallum 77 2 30.09 1997 1:0 Piechnik 45 |
| Karlsruher SC – Anorthosis Famagusta 2:1 i 1:1 1 15.09 1997 1:0 Régis 26, 1:1 Charalambous 34, 2:1 Schroth 88 2 30.09 1997 0:1 V. Mihajlovic 13, 1:1 Schepens 43 |

## II runda
| Spartak Moskwa – Real Valladolid 2:0 i 2:1 1 21.10 1997 1:0 Tichonow 60, 2:0 Titow 84 2 04.11 1997 1:0 Szirko 64, 2:0 Szirko 87, 2:1 Jüan Carlos II 90 |
| Rotor Wołgograd – S.S. Lazio 0:0 i 0:3 1 21.10 1997 2 04.11 1997 0:1 Casiraghi 4, 0:2 Mancini 34, 0:3 Signori 89 |
| SC Braga – Dinamo Tbilisi 4:0 i 1:0 1 21.10 1997 1:0 Rodrigao 22, 2:0 Toni 55, 3:0 Karoglan 66, 4:0 Bruno 77 2 04.11 1997 1:0 Toni 49 (mecz w Moskwie) |
| AFC Ajax – Udinese Calcio 1:0 i 1:2 1 21.10 1997 1:0 Dani 28 2 04.11 1997 0:1 Poggi 25, 0:2 Bierhoff 32, 1:2 Sz. Arweładze 80 |
| FC Metz – Karlsruher SC 0:2 i 1:1 1 21.10 1997 0:1 Häßler 13, 0:2 Häßler 39 2 04.11 1997 1:0 Boffin 10, 1:1 Häßler 36 |
| RC Strasbourg – Liverpool F.C. 3:0 i 0:2 1 21.10 1997 1:0 Zitelli 20, 2:0 Zitelli 62, 3:0 Conten 72 2 04.11 1997 0:1 Fowler 63k, 0:2 Riedle 84 |
| Inter Mediolan – Olympique Lyon 1:2 i 3:1 1 21.10 1997 0:1 Giuly 22, 1:1 Ganz 69, 1:2 Caveglia 80k 2 04.11 1997 1:0 Moriero 9, 2:0 Cauet 46, 2:1 Bąk 67, 3:1 Moriero 69 |
| Rapid Wiedeń – TSV 1860 Monachium 3:0 i 1:2 1 22.10 1997 1:0 Stöger 45k, 2:0 Schöttel 64, 3:0 Penksa 82 2 04.11 1997 0:1 Borimirov 6, 0:2 Winkler 23k, 1:2 Zingler 70 |
| MTK Budapeszt – Croatia Zagrzeb 1:0 i 0:2 1 21.10 1997 1:0 Lörincz 82 2 04.11 1997 0:1 Prosinečki 12, 0:2 Prosinečki 56 |
| FC Schalke 04 – RSC Anderlecht 1:0 i 2:1 1 21.10 1997 1:0 Thon 18 2 05.11 1997 0:1 De Boeck 16, 1:1 van Hoogdalem 59, 2:1 Wilmots 66 |
| Aarhus GF – FC Twente 1:1 i 0:0 1 21.10 1997 0:1 Sumíala 16, 1:1 Mölby 41k 2 04.11 1997 |
| Athletic Bilbao – Aston Villa 0:0 i 1:2 1 21.10 1997 2 04.11 1997 0:1 Taylor 27, 0:2 Yorke 50, 1:2 Javi Gonzalez 70 |
| AJ Auxerre – OFI Kreta 3:1 i 2:3 1 21.10 1997 0:1 Nioplias 13, 1:1 Sibierski 15, 2:1 Guivarc’h 61, 3:1 Guivarc’h 90 2 04.11 1997 1:0 Guivarc’h 37, 1:1 Papadopoulos 57, 2:1 Deluaud 60, 2:2 Papadopoulos 75 k, 2:3 Anastasiou 90                                                                            |
| Steaua Bukareszt – SC Bastia 1:0 i 2:3 1 21.10 1997 1:0 Hrib 66 2 04.11 1997 1:0 Munteanu 14, 2:0 Munteanu 40, 2:1 Prince 52, 2:2 Prince 68, 2:3 Mendy 80 |
| Atlético Madryt – PAOK FC 5:2 i 4:4 1 21.10 1997 1:0 Vieri 10, 2:0 Lardin 12, 2:1 Frantzeskos 19, 3:1 Vieri 31, 4:1 Vieri 55, 4:2 Maragos 65, 5:2 Kiko 75 2 04.11 1997 1:0 Lardin 2, 1:1 Frantzeskos 17, 2:1 Bogdanovic 28, 3:1 Santi 51, 3:2 Oliveira 55, 3:3 Zagorakis 76k, 3:4 Zouboulis 81, 4:4 Kiko 90 |
| Club Brugge – VfL Bochum 1:0 i 1:4 1 21.10 1997 1:0 J’Bari 80 2 06.11 1997 0:1 Donkow 13k, 1:1 J’Bari 37, 1:2 Donkow 57, 1:3 Juran 83, 1:4 Wosz 90 |

## III runda
| Rapid Wiedeń – S.S. Lazio 0:2 i 0:1 1 25.11 1997 0:1 Casiraghi 38, 0:2 Mancini 62 2 09.12 1997 0:1 Venturin 86 |
| SC Braga – FC Schalke 04 0:0 i 0:2 1 25.11 1997 2 09.12 1997 0:1 Max 46, 0:2 Eijkelkamp 63 |
| FC Twente – AJ Auxerre 0:1 i 0:2 1 25.11 1997 0:1 Diomede 70 2 09.12 1997 0:1 Marlet 3, 0:2 Guivarc’h 82k |
| Croatia Zagrzeb – Atlético Madryt 1:1 i 0:1 1 25.11 1997 1:0 Mujcin 2, 1:1 Caminero 61 2 09.12 1997 0:1 Caminero 44 |
| RC Strasbourg – Inter Mediolan 2:0 i 0:3 1 25.11 1997 1:0 Baticle 11, 2:0 Ismael 19 2 09.12 1997 0:1 Ronaldo 27, 0:2 Zanetti 48, 0:3 Simeone 73                                                                                      |
| Steaua Bukareszt – Aston Villa 2:1 i 0:2 1 25.11 1997 1:0 Oakes 30s, 2:0 Ciocoiu 32, 2:1 Yorke 54 2 09.12 1997 0:1 Milošević 71, 0:2 Taylor 85                                                                                       |
| AFC Ajax – VfL Bochum 4:2 i 2:2 1 25.11 1997 0:1 Reis 21, 0:2 Wałdoch 25, 1:2 M. Laudrup 34, 2:2 M. Laudrup 36, 3:2 Sz. Arweładze 37, 4:2 R. de Boer 45 2 11.12 1997 1:0 Sz. Arweładze 51, 1:1 Hofmann 58, 1:2 Mamić 68, 2:2 Dani 72 |
| Karlsruher SC – Spartak Moskwa 0:0 i 0:1 (dog) 1 25.11 1997 2 09.12 1997 0:1 Szirko 109 |

## 1/4 finału
| AFC Ajax – Spartak Moskwa 1:3 i 0:1 1 03.03 1998 0:1 Szirko 26, 0:2 Szirko 52, 1:2 Sz. Arweładze 57, 1:3 Keczinow 84 2 17.03 1998 0:1 Szirko 85  |
| Inter Mediolan – FC Schalke 04 1:0 i 1:1 (dog) 1 03.03 1998 1:0 Ronaldo 17 2 17.03 1998 0:1 Goossens 90, 1:1 West 91                             |
| S.S. Lazio – AJ Auxerre 1:0 i 2:2 1 03.03 1998 1:0 Casiraghi 64 2 17.03 1998 1:0 Mancini 7k, 2:0 Gottardi 13, 2:1 Guivarc’h 39, 2:2 Guivarc’h 80 |
| Atlético Madryt – Aston Villa 1:0 i 1:2 1 03.03 1998 1:0 Vieri 42k 2 17.03 1998 1:0 Caminero 29, 1:1 Taylor 72, 1:2 Collymore 74                 |

## 1/2 finału
| Atlético Madryt – S.S. Lazio 0:1 i 0:0 1 31.03 1998 0:1 Jugovic 33 2 14.04 1998                                                                                         |
| Inter Mediolan – Spartak Moskwa 2:1 i 2:1 1 31.03 1998 1:0 Zamorano 45, 1:1 Alejniczew 47, 2:1 Zé Elias 89 2 14.04 1998 0:1 Tichonow 12, 1:1 Ronaldo 45, 2:1 Ronaldo 76 |

## Finał
| 6 maja 1998 | Inter Mediolan · Iván Zamorano 5' · Javier Zanetti 60' · Ronaldo 70' | 3:01:0 | S.S. Lazio | Parc des Princes, Paryż Widzów: 47, 000 Sędzia: Antonio López Nieto |
|             |                                                                      |        |            |                                                                     |